# Taylor Townsend
Taylor Townsend (Chicago, Estats Units, 16 d'abril de 1996) és una tennista professional estatunidenca especialitzada en les modalitats de dobles i en va arribar a ser número u del rànquing mundial l'any 2025.
En el seu palmarès destaca un títol de Grand Slam, a Wimbledon l'any 2014 en la modalitat de dobles femenins, també ha estat finalista d'un torneig de Grand Slam en dues ocasions més. Individualment no ha aconseguit cap títol en el circuit WTA i va arribar al 57è lloc del rànquing mundial, en canvi, en dobles ha guanyat sis títols i ha arribat al cinquè lloc del rànquing. Ha format part de l'equip estatunidenca de la Billie Jean King Cup en diverses ocasions.
En categoria júnior va tenir un gran rendiment sent declarada millor tennista júnior del circuit ITF i número u del rànquing després de guanyar un títol de Grand Slam individual i tres títols de Grand Slam en dobles femenins.

## Torneigs de Grand Slam

### Dobles femenins: 4 (2−2)
| Resultat   | Núm. | Any  | Torneig          | Parella            | Oponents                              | Marcador         |
| ---------- | ---- | ---- | ---------------- | ------------------ | ------------------------------------- | ---------------- |
| Finalista  | 1.   | 2022 | US Open          | Caty McNally       | Barbora Krejčíková Kateřina Siniaková | 6−3, 5−7, 1−6    |
| Finalista  | 2.   | 2023 | Roland Garros    | Leylah Fernandez   | Hsieh Su-wei Wang Xinyu               | 6−1, 6−7(5), 1−6 |
| Guanyadora | 1.   | 2024 | Wimbledon        | Kateřina Siniaková | Gabriela Dabrowski Erin Routliffe     | 7−6(5), 7−6(1)   |
| Guanyadora | 2.   | 2025 | Open d'Austràlia | Kateřina Siniaková | Hsieh Su-wei Jeļena Ostapenko         | 6−2, 6−7(4), 6−3 |

### Dobles mixts: 2 (0−2)
| Resultat  | Núm. | Any  | Torneig       | Parella      | Oponents                     | Marcador    |
| --------- | ---- | ---- | ------------- | ------------ | ---------------------------- | ----------- |
| Finalista | 1.   | 2024 | US Open       | Donald Young | Sara Errani Andrea Vavassori | 6−7(0), 5−7 |
| Finalista | 2.   | 2025 | Roland Garros | Evan King    | Sara Errani Andrea Vavassori | 4−6, 2−6    |

## Biografia
Filla de Gary i Sheila, té una germana més gran anomenada Symone.
Va començar a jugar a tennis amb sis anys, però amb vuit ja es va traslladar de Chicago a Atlanta per continuar amb els seus entrenaments amb el pare de Donald Young, amic de la seva mare. Amb catorze es va traslladar a Boca Raton per entrar en el programa de desenvolupament de la USTA.
L'octubre de 2020 va anunciar que estava embarassada i la seva filla Adyn Aubrey va néixer el març de 2021.

## Palmarès

### Dobles femenins: 17 (10−7)
| 2009 − 2020             | Després de 2021 |
| ----------------------- | --------------- |
| Grand Slam (2−2)        |                 |
| WTA Finals (0−1)        |                 |
| Premier Mandatory (0−0) | WTA 1000 (2−2)  |
| Premier 5 (0−0)         | WTA 1000 (2−2)  |
| Premier (0−0)           | WTA 500 (5−0)   |
| International (1−2)     | WTA 250 (0−0)   |

| Títols per superfície |
| --------------------- |
| Dura (9−6)            |
| Gespa (1−0)           |
| Terra batuda (0−1)    |

| Resultat   | Núm. | Data                   | Torneig                          | Superfície   | Parella             | Oponents                              | Marcador            |
| ---------- | ---- | ---------------------- | -------------------------------- | ------------ | ------------------- | ------------------------------------- | ------------------- |
| Finalista  | 1.   | 4 d'agost de 2013      | Washington DC, Estats Units      | Dura         | Eugenie Bouchard    | Shuko Aoyama Vera Dushevina           | 3−6, 3−6            |
| Finalista  | 2.   | 6 de gener de 2019     | Auckland, Nova Zelanda           | Dura         | Paige Hourigan      | Eugenie Bouchard Sofia Kenin          | 6−1, 1−6, [7−10]    |
| Guanyadora | 1.   | 12 de gener de 2020    | Auckland                         | Dura         | Asia Muhammad       | Serena Williams Caroline Wozniacki    | 6−4, 6−4            |
| Finalista  | 3.   | 11 de setembre de 2022 | US Open, Estats Units            | Dura         | Caty McNally        | Barbora Krejčíková Kateřina Siniaková | 6−3, 5−7, 1−6       |
| Guanyadora | 2.   | 8 de gener de 2023     | Adelaida, Austràlia              | Dura         | Asia Muhammad       | Storm Hunter Kateřina Siniaková       | 6−2, 7−6(2)         |
| Guanyadora | 3.   | 14 de gener de 2023    | Adelaida (2)                     | Dura         | Luisa Stefani       | A. Pavliutxénkova Ielena Ribàkina     | 7−5, 7−6(3)         |
| Finalista  | 4.   | 2 d'abril de 2023      | Miami, Estats Units              | Dura         | Leylah Fernandez    | Coco Gauff Jessica Pegula             | 6−7(6), 2−6         |
| Finalista  | 5.   | 11 de juny de 2023     | Roland Garros, França            | Terra batuda | Leylah Fernandez    | Hsieh Su-wei Wang Xinyu               | 6−1, 6−7(5), 1−6    |
| Guanyadora | 4.   | 20 d'agost de 2023     | Cincinnati, Estats Units         | Dura         | Alycia Parks        | N. Melichar-Martinez Ellen Perez      | 6−7(1), 6−4, [10−6] |
| Guanyadora | 5.   | 13 de gener de 2024    | Adelaida (3)                     | Dura         | Beatriz Haddad Maia | Caroline Garcia Kristina Mladenovic   | 7−5, 6−3            |
| Guanyadora | 6.   | 14 de juliol de 2024   | Wimbledon, Regne Unit            | Gespa        | Kateřina Siniaková  | Gabriela Dabrowski Erin Routliffe     | 7−6(5), 7−6(1)      |
| Guanyadora | 7.   | 4 d'agost de 2024      | Washington DC                    | Dura         | Beatriz Haddad Maia | Jiang Xinyu Wu Fang-hsien             | 7−6(0), 6−3         |
| Finalista  | 6.   | 9 de novembre de 2024  | WTA Finals, Riad, Aràbia Saudita | Dura (i)     | Kateřina Siniaková  | Gabriela Dabrowski Erin Routliffe     | 5−7, 3−6            |
| Guanyadora | 8.   | 26 de gener de 2025    | Open d'Austràlia, Austràlia      | Dura         | Kateřina Siniaková  | Hsieh Su-wei Jeļena Ostapenko         | 6−2, 6−7(4), 6−3    |
| Guanyadora | 9.   | 22 de febrer de 2025   | Dubai, Emirats Àrabs Units       | Dura         | Kateřina Siniaková  | Hsieh Su-wei Jeļena Ostapenko         | 7−6(5), 6−4         |
| Guanyador  | 10.  | 26 de juliol de 2025   | Washington DC                    | Dura         | Zhang Shuai         | Caroline Dolehide Sofia Kenin         | 6−1, 6−1            |
| Finalista  | 7.   | 6 d'agost de 2025      | Montreal, Canadà                 | Dura         | Zhang Shuai         | Coco Gauff McCartney Kessler          | 4−6, 6−1, [11−13]   |

#### Períodes com a número 1
| Núm. | Predecessora       | Dates                | Successora | Setmanes | Acumulat |
| ---- | ------------------ | -------------------- | ---------- | -------- | -------- |
| 1.   | Kateřina Siniaková | 28/07/2025 − present |            | 1        | 1        |

### Dobles mixts: 2 (0−2)
| Resultat  | Núm. | Data                  | Torneig               | Superfície   | Parella      | Oponents                     | Marcador    |
| --------- | ---- | --------------------- | --------------------- | ------------ | ------------ | ---------------------------- | ----------- |
| Finalista | 1.   | 5 de setembre de 2024 | US Open, Estats Units | Dura         | Donald Young | Sara Errani Andrea Vavassori | 6−7(0), 5−7 |
| Finalista | 2.   | 5 de juny de 2025     | Roland Garros, França | Terra batuda | Evan King    | Sara Errani Andrea Vavassori | 4−6, 2−6    |

## Trajectòria

### Individual
| Open d'Austràlia | A   | A   | A   | A   | 1R  | A   | Q3  | 1R  | 1R  | 2R  | A   | A   | 2R  | 1R    | 0 / 6   | 2 – 6   |
| Roland Garros | A   | A   | A   | 3R  | 1R  | 2R  | 2R  | 2R  | 1R  | A   | A   | 1R  | 1R  | A     | 0 / 8   | 5 – 8   |
| Wimbledon | A   | A   | A   | 1R  | A   | Q2  | Q1  | 2R  | 2R  | NC  | A   | A   | Q3  | 1R    | 0 / 4   | 2 – 4   |
| US Open | Q2  | A   | Q3  | 1R  | Q2  | 1R  | 1R  | 2R  | 4R  | 1R  | A   | 1R  | 3R  | 2R    | 0 / 9   | 7 – 9   |
| Total Victòries−Derrotes | 0−0 | 0−0 | 1−3 | 5−6 | 2−5 | 1−3 | 5−7 | 5−7 | 7−8 | 1−3 | 0−0 | 1−4 | 8−7 | 14−15 | 50 – 68 | 50 – 68 |
| Rànquing a final d'any | 428 | 676 | 308 | 102 | 304 | 132 | 105 | 74  | 84  | 89  | 293 | 131 | 80  |       |         |         |
| Llegenda: G: Guanyadora; F: Finalista; SF: Semifinalista; QF: Quarts de final; Q: Qualificació; A: Absent; RR: Round Robin; |     |     |     |     |     |     |     |     |     |     |     |     |     |       |         |         |

### Dobles femenins
| Open d'Austràlia | A   | A    | A   | A   | A   | A   | 1R  | 1R  | 3R  | 2R  | A   | A    | 2R    | 3R | 0 / 6    | 6 – 6    |
| Roland Garros | A   | A    | A   | A   | A   | A   | 1R  | 2R  | 1R  | A   | A   | SF   | F     | A  | 0 / 5    | 10 – 5   |
| Wimbledon | A   | A    | A   | A   | A   | Q2  | 1R  | A   | 1R  | NC  | A   | A    | 2R    | G  | 1 / 4    | 7 – 3    |
| US Open | 3R  | A    | 1R  | 1R  | 2R  | QF  | 1R  | 1R  | 2R  | SF  | A   | F    | QF    | A  | 0 / 11   | 18 – 11  |
| Total Victòries−Derrotes | 2−1 | 0−0  | 3−3 | 2−3 | 6−3 | 4−2 | 2−9 | 1−3 | 6−5 | 9−3 | 0−0 | 10−4 | 34−10 |    | 102 – 55 | 102 – 55 |
| Rànquing a final d'any | 234 | 6546 | 190 | 156 | 124 | 73  | 150 | 153 | 89  | 67  | 134 | 33   | 7     |    |          |          |
| Llegenda: G: Guanyadora; F: Finalista; SF: Semifinalista; QF: Quarts de final; Q: Qualificació; A: Absent; RR: Round Robin; |     |      |     |     |     |     |     |     |     |     |     |      |       |    |          |          |

### Dobles mixts
| Open d'Austràlia | A   | A   | A   | A   | A   | A   | A   | A   | A   | A   | A   | A   | QF  | 1R | 0 / 2   | 2 – 2   |
| Roland Garros | A   | A   | A   | A   | A   | A   | A   | A   | A   | NC  | A   | A   | 2R  | A  | 0 / 1   | 1 – 1   |
| Wimbledon | A   | A   | A   | A   | A   | A   | A   | A   | A   | NC  | A   | A   | 2R  | QF | 0 / 2   | 3 – 2   |
| US Open | 1R  | A   | A   | SF  | 2R  | 1R  | A   | 1R  | A   | NC  | A   | A   | SF  | F  | 0 / 7   | 11 – 7  |
| Total Victòries−Derrotes | 0−1 | 0−0 | 0−0 | 3−1 | 1−1 | 0−1 | 0−0 | 0−1 | 0−0 | 0−0 | 0−0 | 0−0 | 7−3 |    | 17 – 11 | 17 – 11 |
| Llegenda: G: Guanyadora; F: Finalista; SF: Semifinalista; QF: Quarts de final; Q: Qualificació; A: Absent; RR: Round Robin; |     |     |     |     |     |     |     |     |     |     |     |     |     |    |         |         |